# Duitse landsknechten

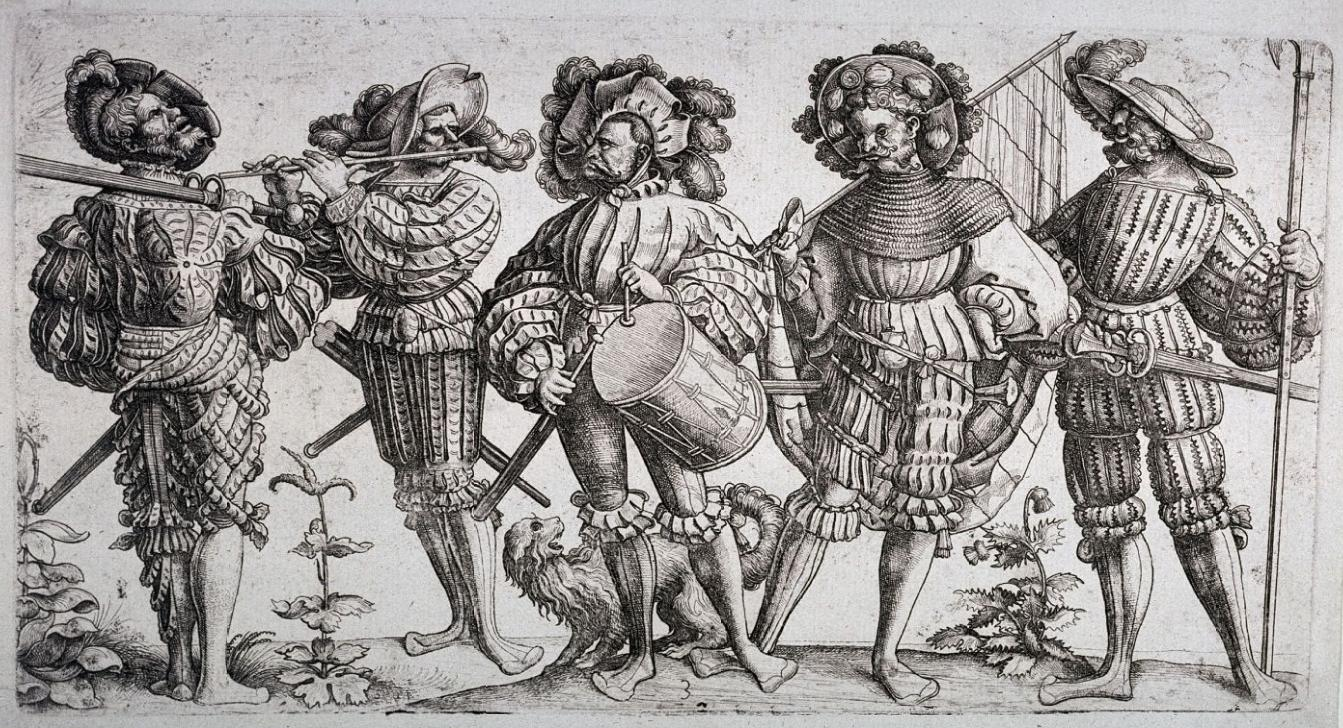
Landsknechten, ets door Daniel Hopfer, c. 1530

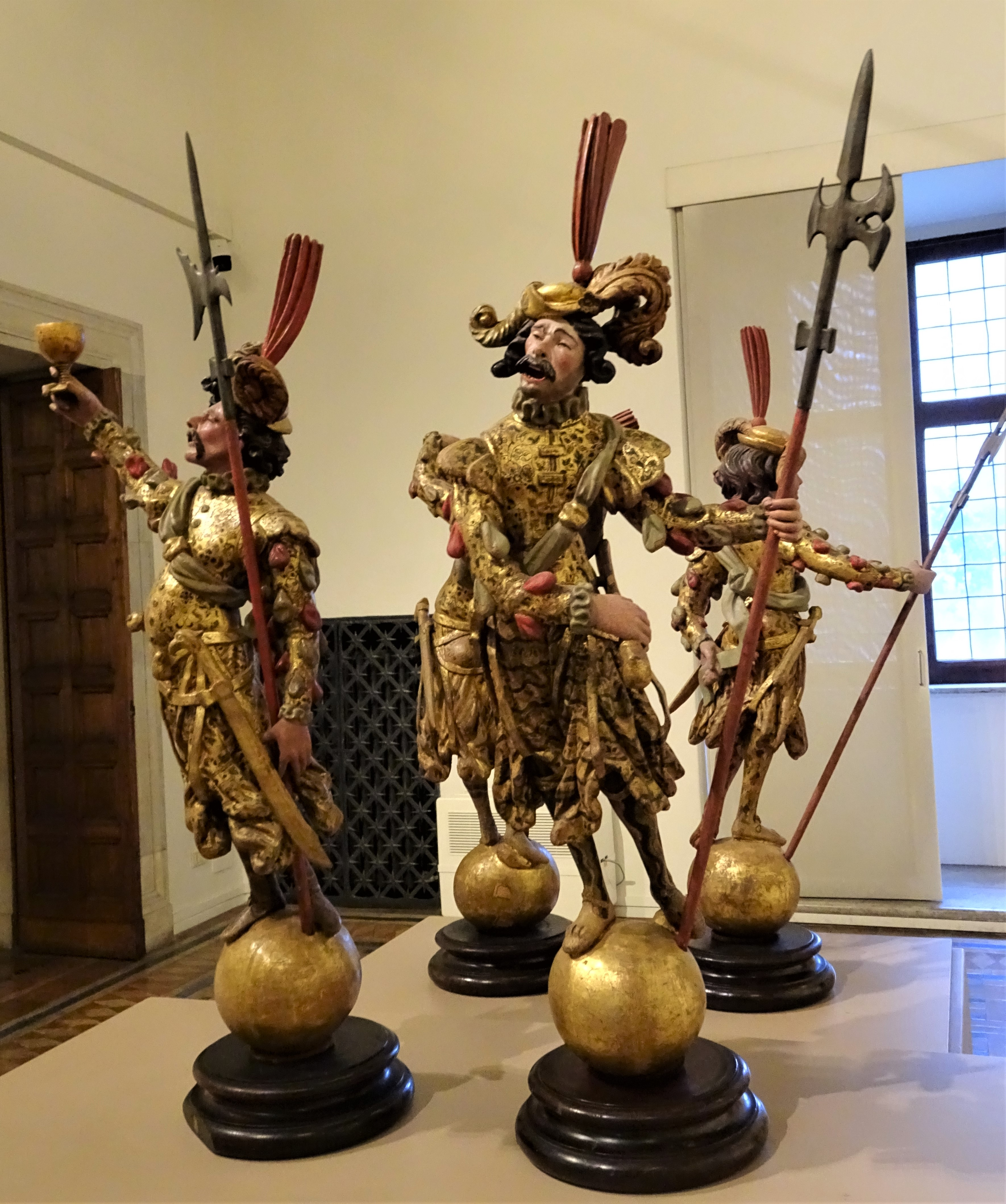
Landsknechten. Houtsnijwerk uit Zuid-Duitsland, 2e helft 16e eeuw

De Duitse landsknechten waren kleurrijke huursoldaten die tegen het einde van de 15e eeuw de rol van de Zwitserse landsknechten in Europa overnamen. Ze bestonden voornamelijk uit piekeniers uit het Heilige Roomse Rijk. In de 16e eeuw waren ze een belangrijke militaire kracht in het Europa van de Nieuwe Tijd.

## Geschiedenis
De eerste regimenten van landsknechten werden gevormd door keizer Maximiliaan I van het Heilige Roomse Rijk in 1487. Hij riep de hulp in van ridder Georg von Frundsberg om hem bij de organisatie te helpen.
De term landsknecht betekent "dienaar van het land", maar in de praktijk betrof het huursoldaten. Hun opvallende klederdracht is te danken aan keizer Maximiliaan I, die voor hen de kledingvoorschriften ophief als compensatie voor de risico’s van hun beroep. Van dit privilege maakten zij royaal gebruik door zich te kleden in uitbundige en kostbare kleding. Een krijgseenheid landsknechten bestond uit piekeniers, arquebusiers en hellebaardiers. Met de opkomst van professionele legers werden landsknechten overbodig.

### Plundering van Rome
Nadat het Rijksleger van het Heilige Roomse Rijk het Franse leger in Italië had verslagen bleek er niet genoeg geld te zijn om de soldaten te betalen. Hierdoor brak er een muiterij uit en werd commandant Karel III van Bourbon gedwongen om het leger naar Rome te leiden. Dit leidde tot een grote plundering van Rome, waaraan ca. 14.000 landsknechten onder Von Frundsberg deelnamen.

### Afkomst
Een groot aantal landsknechten kwam uit Zwaben, de Elzas, Vlaanderen en het Rijnland, hoewel het regiment uiteindelijk vrijwel heel Europa vertegenwoordigde.